# نیروگاه هسته‌ای دارخوین
نیروگاه هسته‌ای دارخُوِین، واقع در شهر دارخوین و شهرستان شادگان، دومین نیروگاه هسته‌ای ایران می‌باشد که ظرفیت تولید برنامه‌ریزی شده آن ۳۶۰ مگاوات است. این نیروگاه، از نوع رآکتور آب‌سنگین است. این نیروگاه، در شهر دارخوین، استان خوزستان ساخته خواهد شد. این نیروگاه قرار بود تا سال ۱۳۹۵ با استفاده از سوخت اورانیوم-۲۳۵ (با خلوص ۵٫۲ تا ۵٫۳ درصد) غنی شده در داخل ایران به بهره‌برداری برسد.
سازمان انرژی اتمی ایران، از تمام شرکت‌های فعال در زمینه ساخت نیروگاه‌های هسته‌ای دعوت به عمل آورده است تا در ساخت این نیروگاه مشارکت، و در مناقصه ساخت این نیروگاه شرکت کنند. علی‌رغم موافقت‌ها، هیچ پاسخ مثبت رسمی به دعوت این سازمان داده نشده‌است.